# Bill Clinton
William Jefferson Clinton (rođen kao William Jefferson Blythe III; Hope, Arkansas, 19. kolovoza 1946.), 42. je predsjednik SAD-a.
Bivši, četrdesetdrugi, predsjednik Sjedinjenih Američkih Država i prvi koji je rođen nakon 2. svjetskog rata. Kada je postao predsjednik imao je 46 godina, što ga čini, nakon T. Roosevelta i John F. Kennedya, najmlađim američkim predsjednikom. Kao član Demokratske stranke i dugogodišnji guverner Arkansasa Bill Clinton je prvi član Demokratske stranke koji je nakon 12 godina postao predsjednik Sjedinjenih Država. Nakon preuzimanja vlasti obećao je ne samo promijeniti smjer kojim su republikanci vodili državu već i politiku vlastite stranke. Veliki udjel u njegovoj pobjedi imao je program oporavka nacionalne ekonomije koja je posrnula za vrijeme dok je George H. W. Bush bio predsjednik Sjedinjenih Država.

## Životopis
Bill Clinton, ili punim imenom - William Jefferson Blythe IV, rođen je 19. kolovoza 1946. godine u mjestu Hope u saveznoj državi Arkansas. Svog oca Williama Jeffersona Blythea III nikada nije upoznao zato što mu je otac bio trgovački putnik koji je poginuo u prometnoj nezgodi nekoliko mjeseci prije nego što se Bill rodio. Nakon očeve smrti Bill i njegova majka doznali su da je njegov otac bio oženjen istovremeno s još najmanje tri žene te da Bill ima jednog polubrata i jednu polusestru koje nikada nije sreo. Nakon što se njegova majka ponovo udala Bill je uzeo ime William Jefferson Clinton. Kao malo dijete Bill je živio sa svojom majkom, Virginijom Cassidy Blythe, i njenim roditeljima u mjestu Hope. Kada mu je bilo godinu dana njegova majka je otišla u New Orleans kako bi učila za medicinsku sestru - anesteizologa, i naredne dvije godine o Billu su brinuli majčini roditelji. U četvrtoj godini života malog Billa njegova se majka udala za Rogera Clintona, kasnije vlasnika prodavaonice automobila u Hopeu. Dvije godine kasnije obitelj se preselila u Hot Springs u Arkansasu.
Život za Billa i njegovu majku nije bio lak. Roger je bio alkoholičar i kockar, te je često na kocki gubio zarađeni novac, ne samo svoj već i onaj koji bi supruga zaradila. Ponekada bi znao pretući suprugu i verbalno napasti Billa i njegovog mlađeg polubrata Rogera Juniora, koji se rodio 1956. godine. Bill je bio veoma privržen majci i ponekada bi stao u majčinu obranu kako bi je zaštito od očuha koju ju je tukao. To ga je dovodilo do ozbiljnih sukoba s očuhom. Kao srednjoškolac, Bill se ipak konačno pomirio s očuhom, koji je umro od raka 1967. godine. Clinton je dvije godine pohađao rimokatoličku školu u Hot Springsu prije nego što se upisao u javnu školu. Bio je omiljen učenik s odličnim ocjenama. Godine 1963. nakon prve godine gimnazije, Clinton je izabran za jednog od dva zastupnika iz Arkansasa u Boys Nation vladu - program za studente koji je sponzorirala Američka Legija - u Washingtonu. U okviru toga programa raspravljalo se o građanskim pravima. Tom prilikom Clinton se susreće s predsjednikom J.F. Kennedyjem na ceremoniji u Rose Gardenu u Bijeloj kući.
Clinton je završio gimnaziju 1964. godine i upisao se na Georgetown sveučilište u Washingtonu, gdje se zanimao za međunarodne poslove. Cijelo vrijeme školovanja biran je za predsjednika razreda. Za vrijeme školovanja pomagao je u Senatskom komitetu za vanjske poslove koji je predvodio senator William Fulbright, arkanzaški demokrat. Clinton mu se divio jer je oštro kritizirao američku umiješanost u rat u Vijetnamu. Rat u kojem je, kako će se kasnije pokazati, Clinton odbio sudjelovati kao američki vojnik. Clinton je također bio simpatizer crnačkog pokreta tijekom 1960-ih godina. Nakon što je u travnju 1968. godine ubijen Martin Luther King (nekoliko tjedana prije nego što će Clinton završiti školovanje), - što izazva pobune crnaca u nekoliko američkih gradova, uključujući  Washington - Clinton je dobrovoljac u Crvenom križu te odnosi odjeću i hranu ljudima čiji su domovi uništeni.
Tokom druge godine studija Clinton je dobio Rhodes stipendiju i otišao na sveučilište Oxford u Engleskoj, gdje je proveo dvije godine. Godine 1970. Clinton se upisao na Pravni fakultet na Yale sveučilištu. Školovanje je plaćao tako što je radio dva ili tri posla istovremeno. Tu susreće Hillary Diane Rodham iz Chicaga. Oni počinju izlaziti i 1972. godine Clinton i Rodham zajedno rade u Teksasu u okivru predsjedničke kampanje demokrata Georgea S. McGoverna. Clinton radi kao koordinator, a Rodham pomaže pri registraciji glasača. Clinton diplomira pravo 1973. godine i odlazi u Fayetteville u Arkansasu kako bi predavao na Pravnom fakultetu na arkansaškom sveučilištu. Rodham je radila u kongresnom povjerenstvu koje se bavilo čuvenom Watergate aferom. Oženili su se 11. listopada 1975. godine. Njihova kćerka (jedino dijete iz njihovog braka), Chelsea Victoria Clinton rođena je 27. veljače 1980. godine

## Politička karijera
Kasnih 1960-ih godina Clinton je radio u brojnim političkim kampanjama. Prvi javni posao započeo je u siječnju 1977. godine kao državni odvjetnik. Suprotstavljenjem izgradnji velike elektrane na ugljen stekao je glas proekološki nastorojene osobe i zaštitnika potrošača. Godine 1978. kandidira se za guverenra Arkansasa. U predizbornoj utrci obećao je poboljšanje stanja u državnim školama i kvalitetnije autoceste te da će poboljšati ekonomsku situaciju tako da stvori više radnih mjesta. Kada je preuzeo mjesto guvernera u siječnju 1979. godine imao je 32 godine i bio jedan od najmlađih guvernera u povijesti američke nacije. Jedan od njegovih najvećih poduhvata na mjestu guvernera bila je izgradnja kvalitetnih autocesta, ali to ga je politički koštalo. Naime, kako bi ostvario svoj plan morao je povećati poreze na vozila. Tome su se usporotivili mnogi proizvođači vozila i vlasnici prijevozničkih tvrtki. Zalagao se i za smanjenu sječu drveća. Međutim najveću sječu drveća radila je industrija papira koja je imala najveći broj zaposlenih u državi. Manje sječe značilo je manji profit i manje zaposlenih. Trudio se povećati i kvalitetu zdravstvene njege u siromašnim seoskim područjima. No, i tu je naišao na otpor, prvenstveno kod bankara.
Godine 1980. Clinton se ponovo kandidirao za drugi mandat. Protivnik mu je bio Frank D. White, poslovni čovjek iz Little Rocka koji je iz Demokratske stranke prešao u Republikansku stranku. White je dobio podršku od mnogih kojima se Clinton zamjerio: prijevozničkih tvrtki, banaka, industrije papira i zagađivačke industrije. Clinton je izgubio izbore jer je White osvojio blizu 52 % glasova. Nakon poraza Clinton se zaposlio u velikoj pravničkoj tvrtki u Little Rocku. Unatoč savjetima većine prijatelja koji su ga savjetovali da se strpi Clinton je počeo s planovima za novu kandidaturu za guvernera. Ovaj puta Clinton je pobijedio osvojivši više od 95 % glasova. Clinton je izvukao pouke iz svog poraza iz 1980. godine. Naučio je da svoje ciljeve treba pažljivo birati, da ne pokušava promijeniti sve odjednom i da pripremi ljude prije nego predloži velike promjene. To je pomoglo Clintonu da bude ponovo izabran 1984., 1986. i nakon što je mandat s dvije povećan na četiri godine i 1990. godine. Na početku svog drugog mandata Clinton je odlučio uložiti energične napore kako bi poboljšao obrazovanje, u tome mu je značajno pomagala i njegova supruga Hillary. Sukladno tome povećao je plaće učiteljima, postrožio upis na više škole, povećao broj predmeta koji se uče u školama, izvršio preraspodjelu novca tako da siromašnije škole dobivaju više novca itd. Također ga je zanimao i gospodarski razvoj te je stoga inicirao je nove zakone o bankarstvu, poticao davanje kredita ljudima kako bi sami započeli svoje privatne poslove, te smanjio poreze velikm arkanzaškim tvrtkama koje proširuju svoju proizvodnju i zapošljavaju nove radnike. Kasnih 1980-ih godina stopa novootvorenih radnih mjesta bila je među najvećima u Sjedinjenim Državama iako ti poslovi nisu bili posebno dobro plaćeni, te je prosječan prihod u jednoj obitelji ostao nizak. Iako je u kampanji 1990. godine obećao da će do kraja odraditi svoj mandat od četiri godine kandidirao se na predsjedničkim izborima 1992. godine, a svoju odluku građanima je objavio 3. listopada 1991. godine
U predsjedničkoj kampanji uglavnom se fokusirao na unutrašnju politiku. Obećao je da će poboljšati razinu zdravstvene zaštite, smanjiti poreze srednjoj klasi, izvršiti velike investicije u infrastrukturi (autoceste, mostovi, zračne luke, knjižnice, bolnice), smanjiti deficit saveznog proračuna i promijeniti zakone koji se tiču financija. U vanjskoj politici obećao je iskoristiti američku vojnu silu kako bi zaustavio srpsku agresiju u Bosni i Hercegovini. Početkom 1992. godine na svjetlo dana izašle su prve optužbe protiv Clintona. Jedan tabloid objavio je glasinu da je Clinton imao izvanbračne afere dok je bio državni odvjetnik i guverner. Priču su prenijeli i drugi listovi te TV stanice. U intervjuu na nacionalnoj televiziji, u kojem su on i supruga zajedno sudjelovali, Clinton je zanjekao optužbe, ali je rekao da su te optužbe uzrokovale bol u njegovu braku. U veljači je došao na udar političkih protivnika koji su tvrdili da je izbjegao služiti vojni rok u vrijeme rata u Vijetnamu (1959. – 1975.). Na nacionalnoj konvenciji Demokratske stranke održanoj sredinom srpnja Clinton je odabrao Al Gorea, senatora iz savezne države Tennessee, za svog potpredsjednika u izbornoj kampanji. Clinton je pobijedio na izborima s osvojenih 43 % glasova, dok su njegovi protukandidati George Bush i Ross Perrot osvojili 38 % odnosno 10 % glasova. Dana 20. siječnja 1993. godine Clinton je položio predsjedničku zakletvu.
Njegovoj pobjedi je pripomogla i kandidatura Rossa Perrota koji je je kao ultrakonzervativac oteo Bushu dio glasova.

## Predsjednik SAD-a
Kada je stupio na dužnost Clinton je zaposlio više žena i pripadnika manjina u vladinim resorima od bilo kojeg prethodnog predsjednika. Za vrijeme svog prvog mandata prvo je ukinuo restrikcije vezane uz pobačaj koje su na snazi bile 12 godina koliko su republikanci bili na vlasti. Već nakon dva tjedna potpisao je zakon koji tvrtkama koje imaju više od 50 zaposlenih nalaže da radnicima dopuste 12-tjedni neplaćeni odmor u godini dana kada se u obitelji rodi ili razboli dijete. Za vrijeme svoje kampanje Clinton je obećao da će homoseksualcima omogućiti služenje vojske. Kada je to pokušao sprovesti u djelo vojni lideri i neki članovi Kongresa oštro su se usprotivili tome. Tada je postignut kompromis: homoseksualcima će biti dopušteno da služe vojsku ali oni neće smjeti otkrivati svoje homoseksualne sklonosti i uzdržavat će se homoseksulanog ponašanja. Taj kompromis je postao poznat pod imenom don't ask, don't tell. Clintonov prijedlog smanjenog saveznog proračuna prošao je u Kongresu zahvaljujući samo jednom glasu prednosti. Clintonovo obećanje o smanjenju poreza srednjoj klasi ostvareno je stoga tek 1995. godine. Njegov prijedlog zdravstvenih reformi nije prošao, ali je prošao Clintonov prijedlog zakona koji je postrožio odredbe o kupovini oružja i osigurao novac za više od 100.000 policajaca. Krajem 1993. godine na svjetlo dana su izašle sumnje o njegovim i supruzinim poslovnim potezima dok je bio guverner Arkansasa. Ova istraga nastavljena je u travnju 1996. godine, ali ništa nije dokazano. Na narednim predsjedničkim izborima Clinton je ponovo uvjerljivo pobijedio.
U vanjskoj politici, tijekom svog prvog predsjedničkog mandata, Clinton je uspio organizirati izraelsko-palestinske pregovore u Washintonu između Jassera Arafata i Jitzaka Rabina što je dovelo do prekida sukoba sve do rujna 2000. godine.
Osim toga zalagao se za približavanje Kini i demokratizaciji Rusije poslije kraja hladnog rata. Reagirao je na srpsku agresiju u Bosni i Hercegovini 1995. godine bombardirajući snage bosanskih Srba. Zaslužan za potpisivanje Daytonskog sporazuma.
Poslije poraza i masakra u Somaliji, Clinton nije želio nikakve druge žrtve američkih vojnika pa se i držao prilično pasivno u svjetskom rješavanju sukoba.
Tijekom drugog predsjedničkog mandata mandata, počevši od 1996. godine, kad je pobijedio svog protukandidata Boba Dola, Clinton se u vanjskoj politici pobrinuo da se odnosi između Vijetnama i SAD-a normaliziraju. Potpisao je Kyoto protokol, koji je kasnije njegov nasljednik George W. Bush odbacio.
Tijekom njegovog predsjedništva, pojavile su se pojačane aktivnosti terorističke mreže al-Qaeda napadom na američki ratni brod USS Cole u jemenskoj luci Aden. Njegova vlada je počela potjeru za Osamom Bin Ladenom, koji je kasnije organizirao napade na Svjetski trgovinski centar na 11. rujna 2001. godine
Posljednja afera koja se veže uz ime Billa Clintona jeste ona, svima valjda znana, o "druženju" Clintona i Monice Lewinsky u Ovalnom uredu Bijele kuće. Iako je u početku njekao bilo kakav spolni kontakt s gospođicom Lewinsky na kraju je ipak priznao da je prakticirao oralni seks s gore spomenutom gospođicom. Ali ni nakon te afere Clinton nije smjenjen i ostao je na mjestu predsjednika Sjedinjenih Država sve do kraja svog mandata - do siječnja 2001. godine. Nakon toga dužnost predsjednika Sjedinjenih Država preuzeo je republikanski kandidat George W. Bush.

## Kasniji život
Bill Clinton se poslije svog mandata posvetio pisanju i putovanjima. Nedavno je objavio svoje memoare pod nazivom My Life. U predsjedničkim izborima 2004. godine podržava predsjedničkog kandidata Johna Kerryja. Njegova supruga Hillary Clinton izabrana je u Senat, a u rujnu 2004. godine morao je na operaciju srca koja je izvedena bez komplikacija.

## Vanjske poveznice
|  | Zajednički poslužitelj ima stranicu o temi Bill Clinton |